# إريك بالمر
اريك بالمر (بالإنجليزية: Eric Palmer)‏ (و. – م) هو سياسي، من الولايات المتحدة الأمريكية، ولد في أوسكلوسا، هو عضوٌ في الحزب الديمقراطي الأمريكي.

## مناصب
تولى منصب عضو مجلس نواب ولاية ايوا.

## التعليم
تعلم في جامعة دريك.